# Villavieja de Muñó
Villavieja de Muñó es una localidad española de la provincia de Burgos y la comunidad autónoma de Castilla y León, perteneciente al municipio de Estépar y al partido judicial de Burgos. Según el Becerro de Behetrías su nombre era Villota de la Casa Vieja del Cillero. Hasta 1981, tuvo ayuntamiento propio formando municipio con la localidad de Arroyo de Muñó. Su población en 2012 era de 37 habitantes (INE).

## Geografía

### Situación
La localidad está situada valle de Arlanzón, en la ladera del cerro donde se edificó el castillo de Muñó, y a 22 km de la capital burgalesa. Bañado por las riberas del río Arlanzón, por el cauce del río Ausín y por las jaramas de Mazuelo y Arroyo de Muñó. Su economía se basa fundamentalmente en la agricultura; con el cultivo de cereal (trigo y cebada), remolacha azucarera y, en menor medida, girasol, legumbres y patatas. Además existen aprovechamientos forestales de (choperas) y cuenta también con dos establecimientos de turismo rural.

## Historia

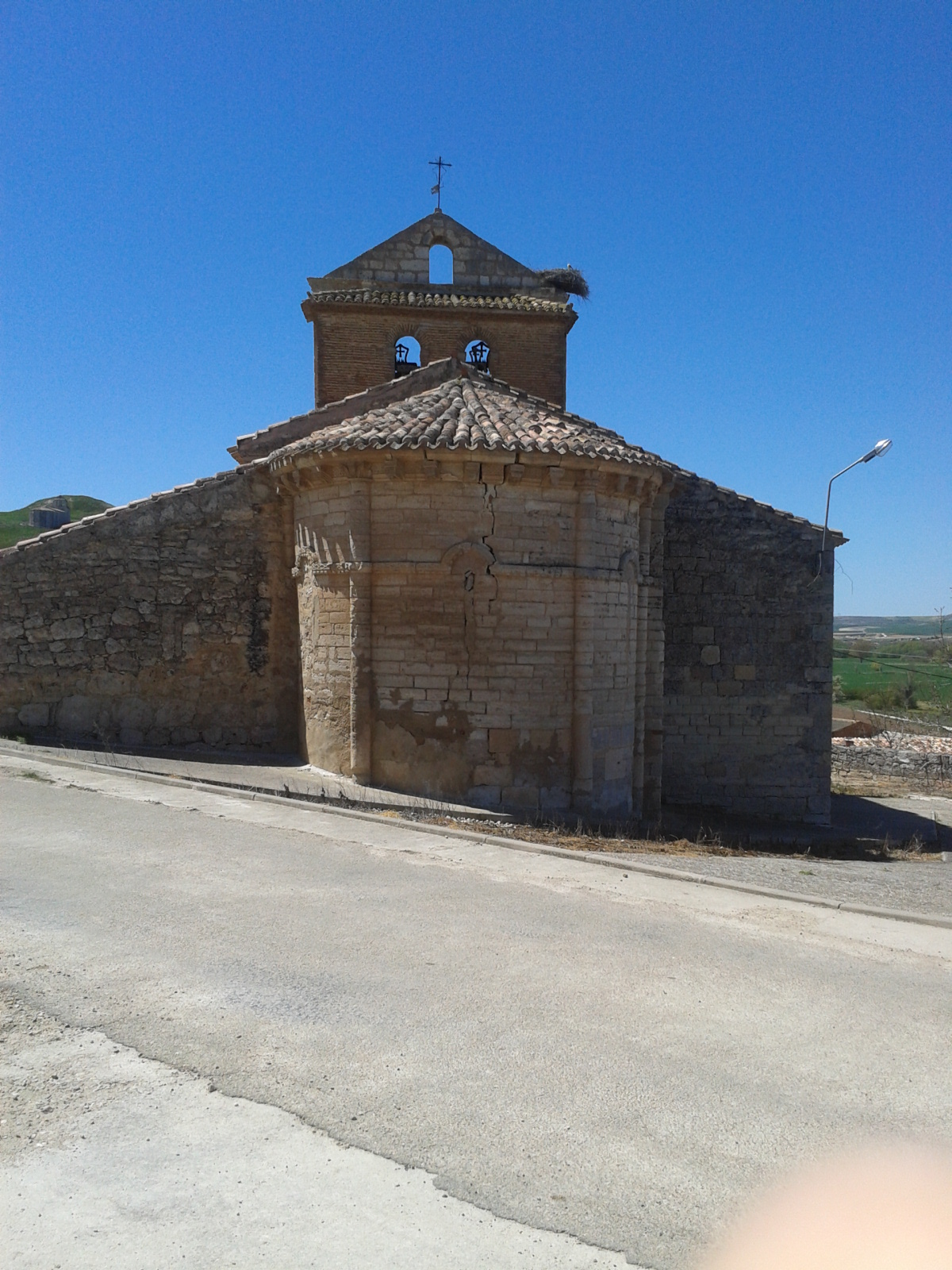
Iglesia de San Adrián Mártir de Villavieja de Muñó.

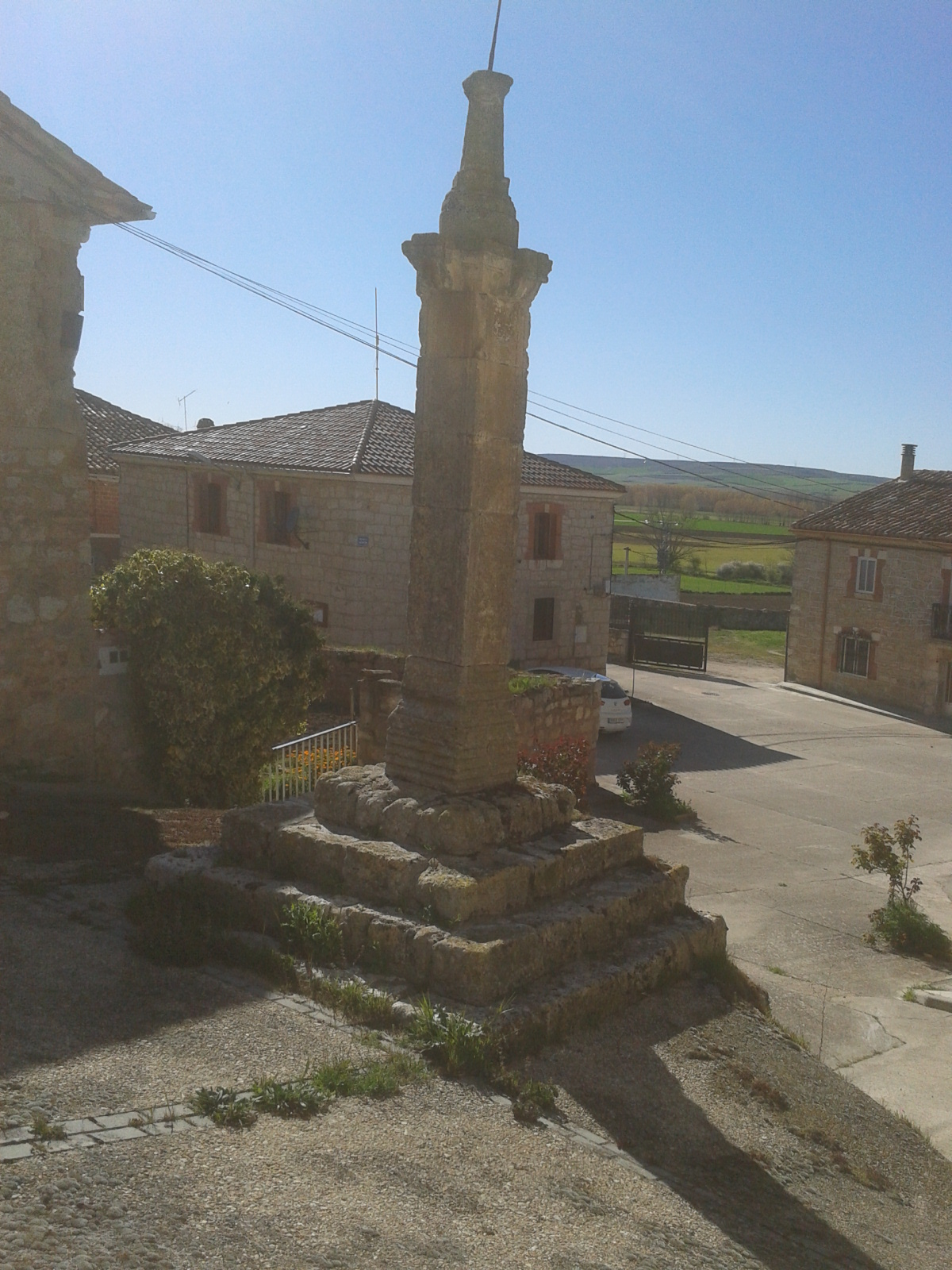
Rollo jurisdiccional de Villavieja de Muñó.

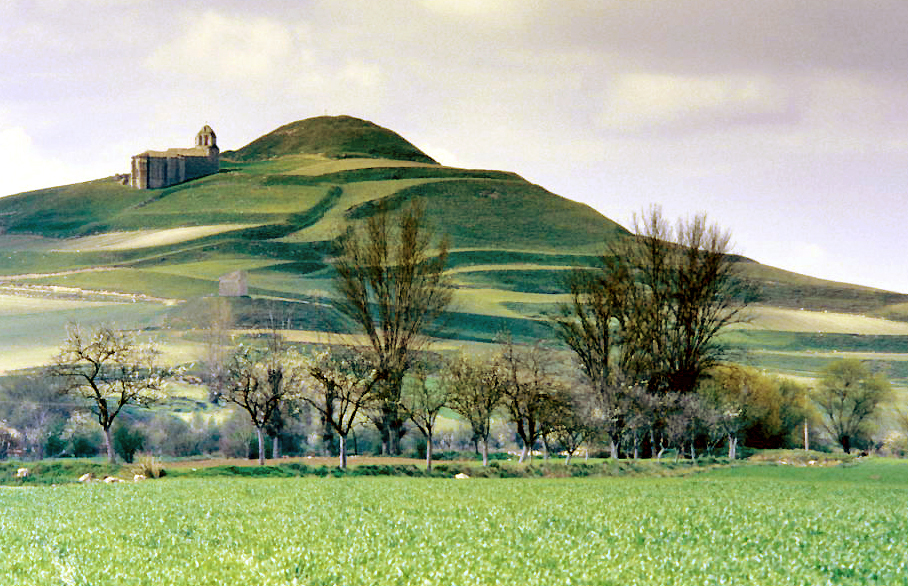
Vistas de la ermita de Muñó y montículo donde se ubicaba el castillo de Muñó.

El origen de la localidad parece que se produjo en la Edad Media, en la época de la repoblación a finales del siglo IX con la creación de la ciudad medieval de Muñó a cargo de Munio Núñez, conde de Castilla quien levantó el castillo de Muñó y repobló la zona.
Parece ser como su nombre índica, la localidad más antigua de las que formaron parte del Alfoz o Merindad de Can de Muñó No obstante su origen podría ser más remoto ya que en sus cercanías, se han hallado restos de la Edad de Hierro y de origen romano, en el paraje denominado la Quintana, que según las excavaciones realizadas han determinado que podría tratarse de una ciudad de recreo. En este yacimiento se han encontrado lápidas funerarias, columnas y gran cantidad de restos de alfarería con piedra sigilata.

## Demografía
| Gráfica de evolución demográfica de Villavieja de Muñó entre 1842 y 1970 |
| |
| Población de derecho según los censos de población del INE. Población de hecho según los censos de población del INE.En estos censos se denominaba Villavieja: 1842, 1857, 1860, 1877, 1887, 1897, 1900 y 1910. Entre el censo de 1857 y el anterior, crece el término del municipio porque incorpora a Arroyo de Muñó. Entre el censo de 1981 y el anterior, este municipio desaparece porque se integra en el municipio Estépar. |

### Evolución de la población
| Gráfica de evolución demográfica de Villavieja de Muñó entre 2000 y 2012 |
|                                                                          |
| Datos según el nomenclátor publicado por el INE.                         |

## Monumentos
Su iglesia, bajo la advocación de San Adrián Mártir, es la más antigua del partido judicial de Burgos; su ábside, de estilo románico, data del siglo XI. Se cree que fue la sede del antiguo obispado de la ciudad medieval de Muñó (siglo IX), que pasaría después a integrarse en el Obispado de Burgos.
También cabe destacar, en un montículo cercano, la ermita de Santa María de Muñó, de estilo gótico. Se levantó al lado del antiguo castillo de Muñó, situado en la cima del montículo, pero del que no quedan restos; entre los muros de este castillo tuvo lugar el matrimonio entre Urraca I de León y Alfonso I el Batallador de Aragón en el año 1109, aunque otras fuentes afirman que esta celebración tuvo lugar en el Castillo de Monzón.
Además existe un rollo jurisdiccional de estilo neoclásico y varios escudos heráldicos.

## Fiestas patronales
Las fiestas patronales en honor a San Adrián Mártir, se celebran los días 16 y 17 de junio.
El último domingo del mes de agosto, se celebra la fiesta de la Virgen de la Piedad de Muñó.
Hasta mediados del siglo XX, también fue festivo el día de San Roque.